# ام. هوک اسمیت
ام. هوک اسمیت (به انگلیسی: M. Hoke Smith) سناتور سابق عضو حزب دموکرات ایالات متحده آمریکا بود. وی در سال ۱۹۱۱ تا ۱۹۲۱ میلادی سناتور ایالت جورجیا در سنای ایالات متحده آمریکا بود.